# Witnica (stacja kolejowa)

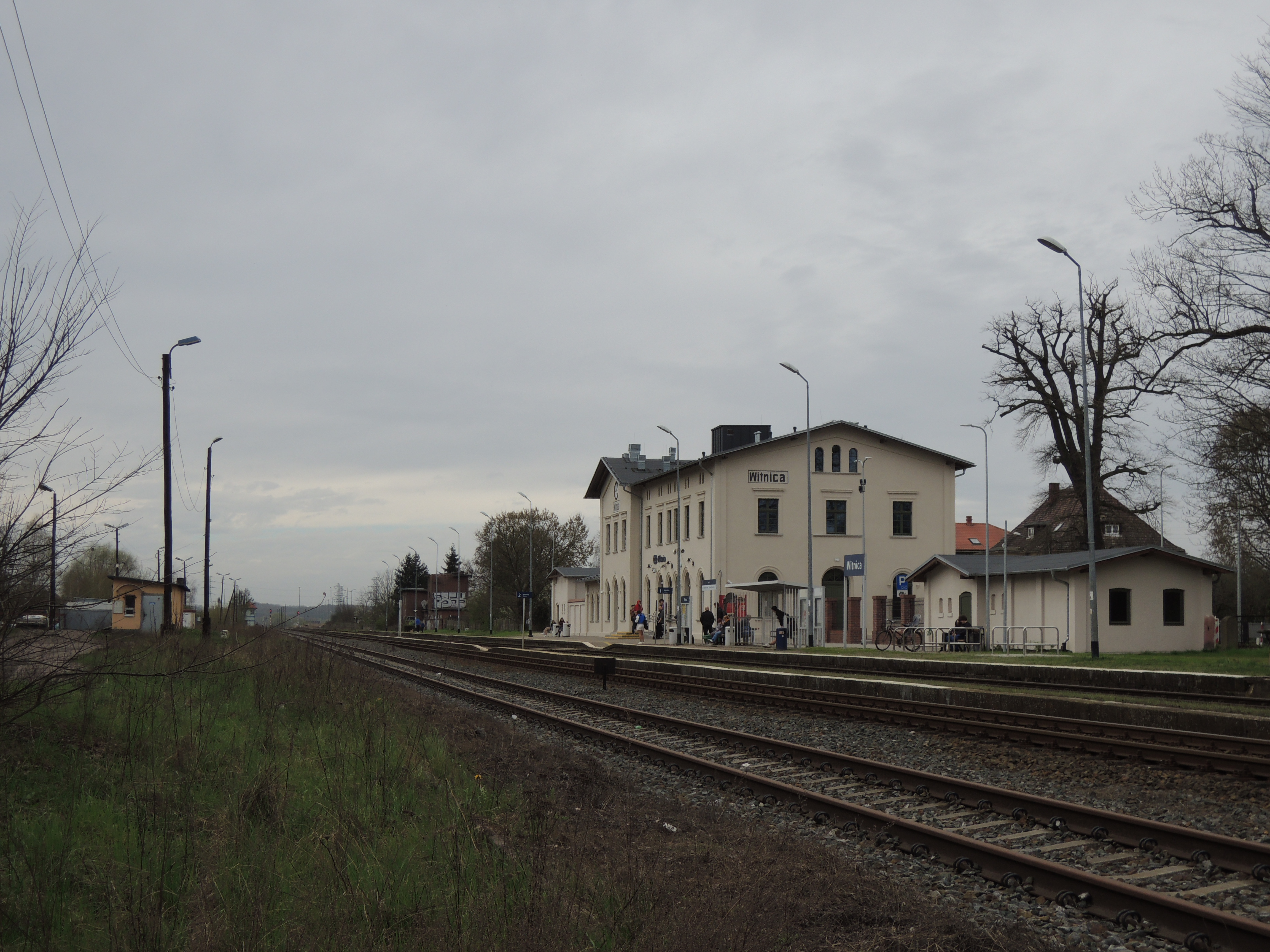
Widok na dworzec w Witnicy

Witnica – stacja kolejowa w Witnicy, w województwie lubuskim, w Polsce. Według klasyfikacji PKP ma kategorię dworca lokalnego.

## Ruch pasażerski
| Rok  | Wymiana pasażerska na dobę |
| ---- | -------------------------- |
| 2017 | 300-499                    |
| 2022 | 300-499                    |